# Повалій Ілля Андрійович
Ілля Андрійович Повалій (нар. 6 січня 1998) — український футболіст, лівий півзахисник львівських «Карпати» (Львів).

## Життєпис
Вихованець київського футболу. Футболом розпочав займатися в Чемпіонаті Києва за «Схід-2», «Добро», «Добро-2» та «Атлет». Паралельно з цим грав у ДЮФЛУ за столичний «Атлет». З 2010 по 2014 рік грав за «Атлет» в аматорському чемпіонаті України.
У 2015 році перейшов у «Зорю». У сезоні 2015/16 років виступав переважно за юніорську (U-19) команду луганців. Проте вже починаючи з наступного сезону грав переважно за молодіжну команду. А вже починаючи з сезону 2017/18 років — грав виключно за молодіжну команду «мужиків». За першу команду луганців не зіграв жодного офіційного матчу.
На початку березня 2020 року підписав 1-річний контракт з «Поліссям». Дебютував у футболці житомирського клубу 12 вересня 2020 року в нічийному (0:0) домашньому поєдинку 2-го туру Першої ліги України проти рівненського «Вереса». Ілля вийшов на поле в стартовому складі та відіграв увесь матч, а на 77-й хвилині отримав жовту картку.